# Pałac Kŭmsusan
Pałac Kŭmsusan (kor. 금수산기념궁전, czasami nazywany Mauzoleum Kim Ir Sena) – budynek położony w północno-wschodniej części Pjongjangu, który obecnie służy jako mauzoleum dla Kim Ir Sena, założyciela i prezydenta Korei Północnej oraz jego syna i następcy Kim Dzong Ila.

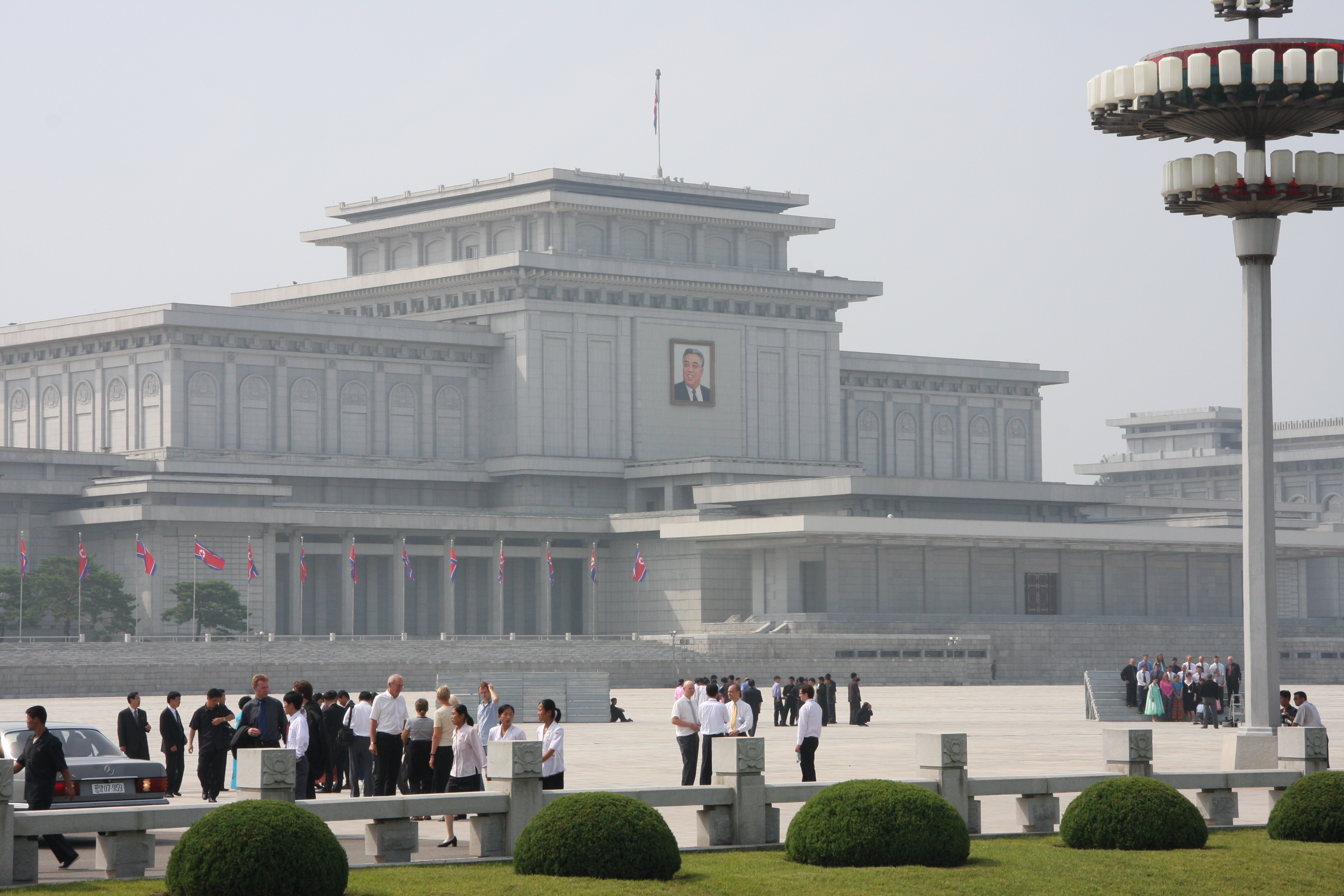
Pałac Kŭmsusan

Pałac został zbudowany w 1976 r. jako Kŭmsusan Assembly Hall i przez lata był oficjalną rezydencją Kim Ir Sena. Kiedy zmarł w 1994 r. jego syn Kim Dzong Il odnowił budynek i przekształcił go w mauzoleum. Zabalsamowane ciało Kim Ir Sena spoczęło w szklanym sarkofagu wewnątrz pałacu. Kiedy w 2011 r. zmarł Kim Dzong Il postanowiono, że spocznie on obok swojego ojca.
Kŭmsusan to największe na świecie mauzoleum poświęcone komunistycznemu przywódcy i jedyne, w którym spoczywa ich dwóch. Przed nim rozciąga się długi na pięćset metrów plac, otoczony od północy i wschodu fosą.

## Zwiedzanie

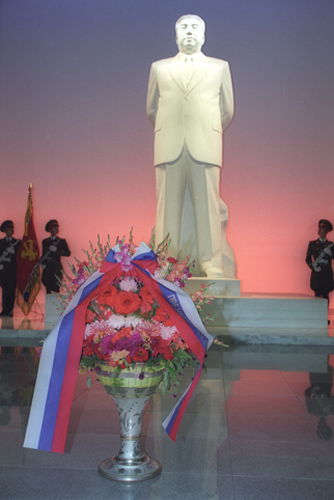
Pomnik Kim Ir Sena

Zagraniczni goście mogą zwiedzać pałac tylko przez dwa dni w tygodniu, w czwartki i niedziele. Muszą jednak być z przewodnikiem, który przewodzi oficjalnej rządowej wycieczce.
Przed wejściem wszyscy turyści (także koreańscy) muszą zostawić wszystkie rzeczy w szatni, gdyż w środku obowiązuje zakaz fotografowania, filmowania i palenia. Zabronione są także rozmowy. W środku goście idą wzdłuż długich przejść, po czym dochodzą do dużej sali z białym kamiennym posągiem Kima, oświetlonym łagodnym czerwonym światłem. Wnętrze otoczone jest marmurowymi kolumnami, które zwieńczono łukami. Turyści zatrzymują się przed żółtą linią narysowaną na podłodze i po kilku chwilach oglądania posągu przechodzą do kolejnego pomieszczenia. Tam otrzymują małe urządzenia, które odtwarzają smutne komentarze Koreańczyków po śmierci Wielkiego Wodza. W sali znajduje się też rzeźba z brązu przedstawiająca opłakujących go ludzi. Na koniec turyści jadą windą na najwyższe piętro budynku, gdzie przed wejściem do sali Kima, specjalna maszyna zdmuchuje z nich kurz. Do jej środka wchodzi się w czteroosobowych grupach, które następnie obchodzą kryształowy sarkofag wzdłuż czerwonych sznurków. Turystom mówi się też, by ukłonili się u stóp Wielkiego Wodza.

## Pamiątki po Kimie
W przylegających do głównej sali pomieszczeniach, znajduje się wiele rzeczy należących do Kim Ir Sena, jak również prezenty i nagrody z całego świata jakie otrzymał. Wśród nagród jest kilka świadectw, ale tylko jedno z nich pochodzi z zachodniej uczelni (Uniwersytetu Kensington w Kalifornii). Jednakże szkoła nie była uznawana za uniwersytet, gdyż nie posiadała akredytacji. Po wielu próbach jej zlikwidowania hawajski sąd ostatecznie rozwiązał ją w 2003 roku.
Wśród odznaczeń znajduje się medal pokoju z Japonii, który leży obok Medalu za zwycięstwo nad Japonią przyznany mu przez ZSRR. Na ścianach sal wiszą duże obrazy i fotografie przedstawiające Kim Ir Sena podczas spotkań ze światowymi przywódcami m.in. z Fidelem Castro, Mao Zedongiem, Wojciechem Jaruzelskim, Jaserem Arafatem, Husnim Mubarakiem, Leonidem Breżniewem, Michaiłem Gorbaczowem, Che Guevarą, czy byłym prezydentem Stanów Zjednoczonych, Jimmym Carterem.

## Śmierć Kim Dzong Ila
Po śmierci Kim Dzong Ila w grudniu 2011 r. jego ciało umieszczono w pałacu na 10 dni. Następnie 28 grudnia 2011 z pałacu wyruszył kondukt żałobny, który po pokonaniu czterdziestokilometrowej trasy, powrócił do mauzoleum. Kondukt rozpoczął dwudniowe uroczystości pogrzebowe.
Podobno do mauzoleum sprowadzono rosyjskich ekspertów, żeby zabalsamowali ciało Kim Dzong Ila, tak jak innych komunistycznych przywódców.
12 stycznia 2012 r. północnokoreański rząd potwierdził, że Kim Dzong Il spocznie obok swojego ojca w pałacu Kŭmsusan. Ogłoszono też plany wzniesienia nowego posągu Kim Dzong Ila i zbudowania „wieży do jego nieśmiertelności”.
16 lutego 2012 r. budynek przemianowano, na cześć Kim Dzong Ila, na Kŭmsusański Pałac Słońca.